# Parade of the Athletes
Tiesto albumának apropójául a 28. olimpiai játékok szolgáltak. Az olimpiák történetében először egy lemezlovas szolgáltatta a zenét a nyitóceremónián. Ennek az olimpiai szettnek a legjobb pillanatait örökíti meg Tiesto új lemeze.

## Dalok listája
1. Heroes
2. Breda 8pm (DJ Montana Edit)
3. Ancient History
4. Traffic
5. Euphoria
6. Athena
7. Olympic Flame
8. Lethal Industry
9. Coming Home
10. Adagio For Strings
11. Victorious
12. Forever Today

## Külső hivatkozások
- Tiesto: Parade of the Athletes[halott link]